# Filip Ditzel
Filip Ditzel (né le 12 août 1985 à Lanškroun) est un coureur cycliste tchèque, spécialisé dans les disciplines de sprint sur piste.

## Biographie
En 2002, Filip Ditzel décroche la médaille de bronze en vitesse par équipes aux  championnats du monde et aux d'Europe juniors avec Jaroslav Flendr et Daniel Lebl. En 2003, il est sacré champion du monde et champion d'Europe du kilomètre juniors. Lors des championnats d'Europe juniors, il prend également la deuxième place du tournoi de vitesse et de la course scratch et la troisième place en vitesse par équipes (avec Adam Ptáčník et Jiří Hochmann). Il est élu athlète junior tchèque de l'année,.
En 2011, il est double champion de République tchèque sur le kilomètre et en vitesse par équipes  (avec Adam Ptáčník et Denis Špička). Lors de la manche Coupe du monde 2011-2012 de Cali, il est troisième du kilomètre.
Il participe à deux reprises aux mondiaux sur piste, en 2009 et 2012. Son meilleur résultat est une dixième place sur la vitesse par équipes en 2012. Il arrête sa carrière à l'issue de cette saison 2012.

## Palmarès

### Championnats du monde
| Édition / Épreuve        | Kilomètre | Vitesse individuelle | Vitesse par équipes |
| Melbourne 2002 (juniors) |           |                      | Bronze              |
| Moscou 2003 (juniors)    | Or        |                      |                     |
| Pruszkow 2009            | 22e       | 36e                  | 14e                 |
| Melbourne 2012           | 17e       | 50e                  | 10e                 |

### Coupe du monde
- 2011-2012
  - 3e du kilomètre à Cali

### Championnats d'Europe
| Édition / Épreuve      | Kilomètre | Vitesse individuelle | Vitesse par équipes | Scratch | Omnium Sprint |
| Büttgen 2002 (juniors) |           |                      | Bronze              |         |               |
| Moscou 2003 (juniors)  | Or        | Argent               | Bronze              | Argent  |               |
| 2008                   |           |                      |                     |         | 10e           |
| 2009                   |           |                      |                     |         | 10e           |

### Championnats nationaux
- 2011
  -  Champion de République tchèque du kilomètre
  -  Champion de République tchèque de vitesse par équipes  (avec Adam Ptáčník et Denis Špička)